# Distrito de Zúñiga

Provincia de Cañete en el Departamento de Lima, Perú

El distrito de Zúñiga es uno de los dieciséis distritos que conforman la provincia peruana de Cañete, ubicada en el Departamento de Lima, bajo la administración del Gobierno Regional de Lima-Provincias, en el Perú.
Dentro de la división eclesiástica de la Iglesia Católica del Perú, pertenece a la Prelatura de Yauyos Es también llamada La Ciudad del Eterno Sol Radiante
El nombre del distrito se originó en tiempos de la Conquista,  cuando fue creado el antiguo repartimiento de los Zúñiga, relacionado con la familia de don Diego López de Zúñiga y Velasco, conde de Béjar y cuarto virrey del Perú. 
Zúñiga se caracteriza por ser el primer lugar donde se cultivó la cepa de uva "uvina", perteneciente al grupo de las variedades no aromáticas, se caracteriza por presentar granos pequeños de tono azul-negruzco, racimos grandes y muy abundantes. Su cultivo se trasladó posteriormente a los distritos de Pacarán, Lunahuaná y alrededores.

## Historia
El distrito fue creado el 13 de diciembre de 1942 por la Ley N.º 9674, en el primer gobierno del Presidente Manuel Prado Ugarteche

## Geografía
Abarca una superficie de 198,01 km² y cuenta con una población aproximada de 1 800 habitantes. Su iglesia principal fue destruida por el último terremoto del 2007, pero su reconstrucción viene llevándose a cabo.
Su capital es el centro poblado de Zúñiga que está situado a 62 km al este de la ciudad de San Vicente de Cañete,
Está compuesto por los siguientes anexos:
- Apotara
- Cruz Blanca
- Buenos Aires
- Campanahuasi
- Machuranga
- San Juan

Lugar vitivinícola por excelencia. Este pueblo tiene una notable participación en concurso de piscos y vinos del sur del país; siendo ganador de un concurso regional de Pisco no aromático (Uvina), Quebranta y Cardenal. Sus viñas más representativas son El Puquio, El Pino, Rivadeneyra y Cruz Blanca.

## Autoridades

### Municipales
- 2023-2026
  - Alcalde: ALEJANDRO FERNANDO ELIAS CARLOS, Partido Acción Popular (AP).
  - Regidores:

  1. Juan Gilmar Negrón Mendoza
  2. Maryori Estefany Valencia Quiroz
  3. Rafael Edwar Rodriguez Flores
  4. Gisela Meliza De la Cruz Rodriguez
  5. Edith Ricardina Vicente Manrique
- 2019-2022
  - Alcalde:Miguel Gutierrez

Regidores: Eva
```
          Francisco
          Maximo
          Miguel
          Carmen
```

- 2015 - 2018[2]
  - Alcalde:  Gregorio Huamán Valencia, Partido Acción Popular (AP).
  - Regidores:

  1. Holmer Rojas Aburto (Acción Popular)
  2. Maribel Marleny Rivadeneyra Quiroz (Acción Popular)
  3. Teodorico Ceperian Herrera (Acción Popular)
  4. Marco Antonio Quispe Saravia (Patria Joven)
- 2011 - 2014[3]
  - Alcalde: Fausto Gumercindo Páucar Manrique, Movimiento Concertación para el Desarrollo Regional (CDR).
  - Regidores: Jorge Orlando Cárdenas Nolazco (CDR), Joel Quinto Ramos Mayta (CDR), Saúl Linder Rodríguez De La Cruz (CDR), Edith Ricardina Vicente Manrique (CDR),Angel Wilfredo Espinoza Cárdenas (Partido Popular Cristiano ).
- 2007 - 2010[4]
  - Alcalde: César Jesús Sandoval De La Cruz, Partido Acción Popular.
- 2003 - 2006
  - Alcalde: Fausto Gumercindo Páucar Manrique, Partido Democrático Somos Perú.
- 1999 - 2002
  - Alcalde: Fausto Gumercindo Páucar Manrique, Movimiento independiente Somos Perú.
- 1996 - 1998
  - Alcalde: José Melzi Alvarado Rivadeneyra, Lista independiente N° 9 Alianza Frente independiente FIC MIRCA.
- 1993 - 1995
  - Alcalde: Fausto Gumercindo Páucar Manrique, Movimiento Avanzada Independiente Zuñigüense.
- 1987 - 1989
  - Alcalde: Olicio Canchari Negrón, Partido Aprista Peruano.
- 1984 - 1986
  - Alcalde: Germán Pérez Stewart, Partido Aprista Peruano.
- 1981 - 1983
  - Alcalde: Fauso Alcalá Padilla, Partido Acción Popular.

### Policiales
- Comisaría de Zúñiga
  - Comisario: Capitán PNP Fernando Rodríguez Vega.[5]

### Religiosas
- Prelatura de Yauyos[6]
  - Obispo Prelado: Mons. Ricardo García García.
- Parroquia  San Francisco de Asís - Pacarán[7]
  - Párroco: Pbro. Ricardo Oropeza Negrón.

## Educación

### Instituciones educativas
- I.E Nuestra Señora de la Asunción.
- I.E N° 20200

## Festividades
Su fiesta patronal es de la Virgen de la Asunción, llevada a cabo el 15 de agosto.
- Festival del Pisco Sour. Es una actividad turística que se viene realizando principios del siglo XXI cada primer sábado del mes de febrero, coincidiendo con el Día Nacional del Pisco Sour, el cóctel más emblemático del Perú, cuyo origen es descrito documentariamente por Guillermo Vera, en su libro 'Lima. El piscosauer y el Morris Bar'.